# 劉懷谷
劉懷谷，江西龙南人，清朝政治人物。举人出身。
嘉庆二十一年署，擔任廣東廣州府永安縣知縣（現紫金縣知縣）。后由朱如楠接任。